# Flames and Fortune
Flames and Fortune er en amerikansk stumfilm fra 1911.